# Pax Britannica

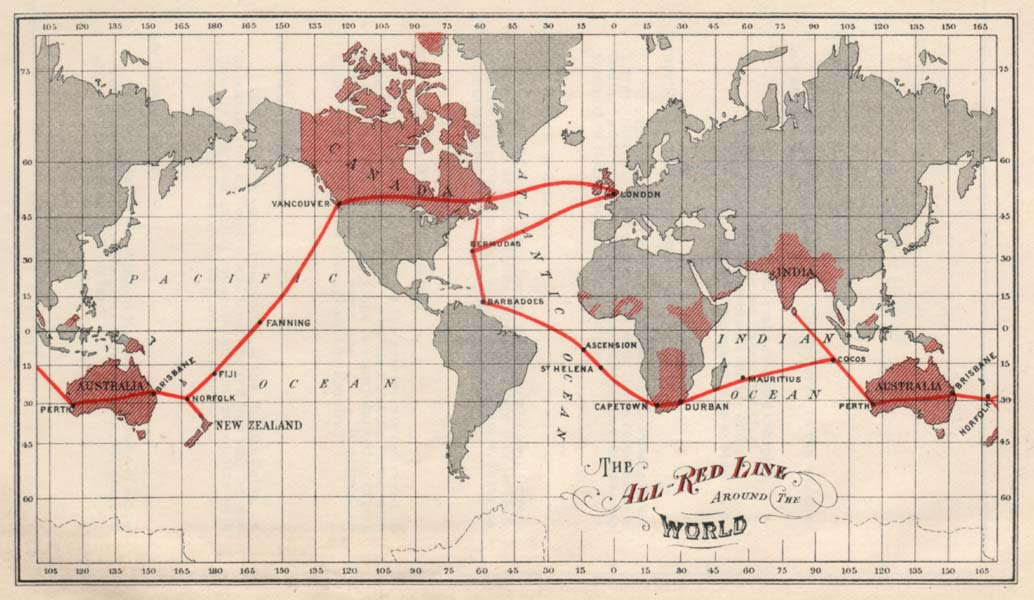
Mapas de cabos telegraficos submarinos no Império Britânico entre 1902 ou 1903.

Pax Britannica (do latim: "paz britânica", como referência à Pax Romana) descreve o período de paz observado por cem anos depois do fim das Guerras Napoleónicas e que teve como característica a hegemonia e maior expansão do Império Britânico. Durante este tempo, a Europa desfrutou de uma paz relativamente estável, tendo o Império Britânico controlado  as principais rotas navais e conquistado uma  posição preponderante sobre os mercados estrangeiros, levando o Reino Unido quase a dominar os entrepostos chineses depois das guerras do ópio.
A presença da Marinha Real Britânica ligada à falta de poder dos restantes países europeus deram à Grã-Bretanha vários privilégios sobre o controle das principais rotas comerciais do globo. No início do século XX, a Marinha Real tinha um poderio maior que quaisquer outras duas forças militares navais combinadas.
Convém lembrar, entretanto, que a Inglaterra manteve a supremacia econômica até o inicio do século XX. A hegemonia inglesa perdurou desde meados do século XVIII até o final do século XIX). A época que abarca o boom da industrialização ficou conhecido como Pax Britannica.
A Pax Britannica declinou com o fim da ordem estabelecida no Congresso de Viena, após a Guerra da Crimeia e a consequente formação dos estados-nações unificados de Itália e Alemanha resultantes do Risorgimento da guerra franco-prussiana, respectivamente. A industrialização da Alemanha e dos Estados Unidos concorreram para um declínio mais rápido da supremacia industrial britânica. Com a Primeira Guerra Mundial ficou ditado o fim desta era e a sua sucessão pelos Estados Unidos como nova potência mundial.